# グロブナー・グループ
グロブナー・グループ（英語: Grosvenor Group Limited）は、1677年に第3代準男爵サー・トマス・グロブナーによって創設されたイギリス・ロンドンに本社を置く国際的な不動産グループ。
サー・トマス・グロブナーによる創設以来、代々ウェストミンスター公爵グロブナー家の当主により相続・所有されており、現在の所有者は第7代ウェストミンスター公爵ヒュー・グロブナー。

## 主な所有不動産

### 英国
- リヴァプール・ワン（英語版）（イングランド・リヴァプール）

### 米国
- センチュリー・プラザII (Century Plaza II) (アメリカ・カルフォルニア州・シリコンバレー)
- ウォーターストーン・アパートメント・ホームズ (Waterstone Apartment Homes) (アメリカ・カルフォルニア州・サンノゼ・シリコンバレー)

### 日本
- グロブナープレイス神園町（東京都渋谷区代々木）
- ザ・ウエストミンスター六本木（東京都港区六本木）
- ザ・ウエストミンスター南平台（東京都渋谷区南平台町）